# Billy Bob Thornton
Billy Bob Thornton (n. 4 august 1955) este un actor, scenarist, regizor, producător și muzician american. A câștigat Premiul Oscar pentru cel mai bun scenariu adaptat și a fost nominalizat la Premiul Oscar pentru cel mai bun actor pentru filmul „Sling Blade”.

## Discografie

### Solo
- Private Radio (2001)
- The Edge of the World (2003)
- Hobo (2005)
- Beautiful Door (2007)

### The Boxmasters
- The Boxmasters (Vanguard, 2008)
- Christmas Cheer (Vanguard, 2008)
- Modbilly (Vanguard, 2009)

## Filmografie
- Propunere indecentă (1993)
- Armageddon - Sfârșitul lumii? (1998) - Dan Truman
- Bandiți! (2001) - Terry Collins
- Moșul cel rău  (2003) ca  Willie Soke
- Pur și simplu dragoste (2003) - Președintele SUA
- The Astronaut Farmer (2006) - Charles Farmer
- Judecătorul (2014) - Dwight Dickham
- Moșul cel rău 2 (2016) ca  Willie Soke

## Legături externe
- Billy Bob Thornton la Internet Movie Database